# Хуан Скијафино
Хуан Алберто Скијафино (шп. Juan Alberto Schiaffino; 28. јул 1925—13. новембар 2002) био је уругвајско−италијански фудбалер.

## Биографија
Провео је осам успешних година у Пењаролу. Након тога, Скијафина је купио италијански клуб Милан, за тадашњи рекордни износ од 52 милиона лира, септембра 1954. године. Одиграо је укупно 171 утакмицу за Милан и постигао 60 голова, а учествовао је и у финалу Купа шампиона 1958, који је Милан изгубио од Реал Мадрида резултатом 2:3 (после продужетака). Био је међу кључним офанзивним играчима у миланском тиму, којим су тада доминирале стране звезде као што су Нилс Лидхолм и Гунар Нордал. Освојио је три државна првенства са Миланом (1955, 1957 и 1959). Клуб је напустио 1960. године и прешао у Рому, имао је две солидне сезоне. У Роми је завршио играчку каријеру.
Играо је за две репрезентације; прво за репрезентацију Уругваја од 1946. до 1954, а касније и за 
репрезентацију Италије од 1954. до 1958, пошто му је деда по оцу био пореклом из провинције Ђенове.
За Уругвај је одиграо је 21 утакмицу, постигавши девет голова, а четири пута је наступио за репрезентацију Италије.
Скијафино је учествовао у победи Уругваја на Светском првенству 1950. године, постигавши један гол у финалу. Утакмица је одиграна на стадиону Маракана у Рио де Жанеиру. Меч се сматра једним од највећих изненађења у историји фудбала; пошто је Уругвај победио резултатом 2:1 репрезентацију Бразила која је као домаћин била апсолутни фаворит. Играо је и на Светском првенству 1954. године, помогао је Уругвају да дође до четвртог места на турниру. 
Преминуо је 13. новембра 2002, сахрањен је на гробљу Бусео у Монтевидеу.

## Трофеји

### Клуб
Пењарол
- Примера Дивисион: 1949, 1951, 1953, 1954.

Милан
- Серија А: 1955, 1957, 1959.
- Латински куп: 1956.

Рома
- Куп сајамских градова: 1961.

### Репрезентација
- Светско првенство: 1950.

### Индивидуални
- Први тим Светског првенства: 1950.[6]
- IFFHS најбољи уругвајски играч 20. века[7]
- IFFHS јужноамерички играч 20. века (6 место)[7]
- IFFHS најбољи играч 20. века (17 место)[7]
- Часопис World Soccer: избор међу 100 најбољих фудбалера свих времена[8]
- Кућа славних Милана[5]
- IFFHS легенде[9]